# ریامست
شهر ریامست (به فرانسوی: Riemst) در شهرستان تنژران  در استان لمبورگ  در منطقه فلاندری در کشور بلژیک واقع شده‌است.